# مصباح ثنائي باعث للضوء

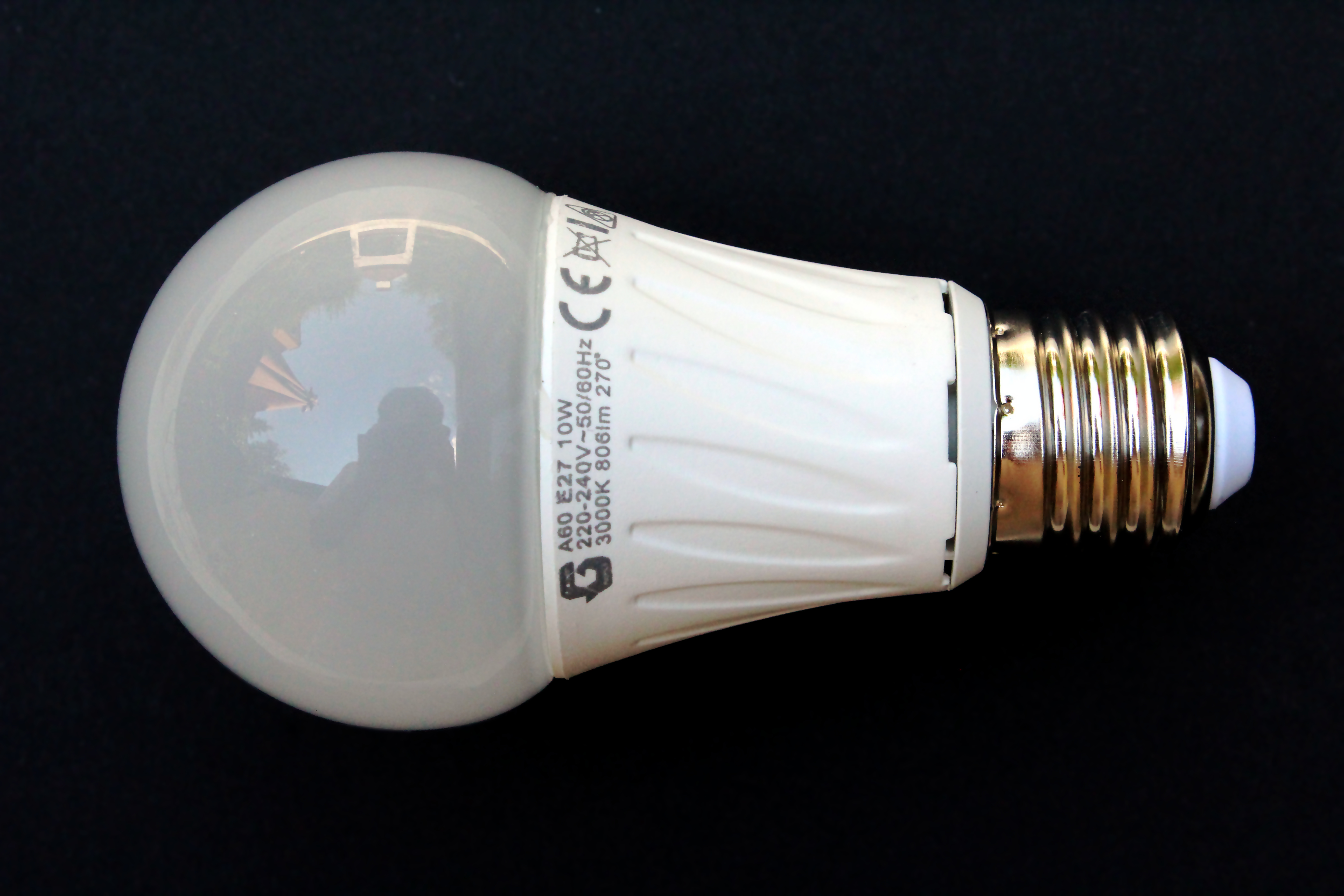
مصباح ثنائي باعث للضوء بقدرة 10 واط وبتدفق ضوئي 806 لومن

مصباح ثنائي باعث للضوء (بالإنجليزية: LED lamp أو LED light bulb)‏ هو أحد أنواع المصابيح الكهربائية التي تنتج الضوء باستخدام واحد أو أكثر من الثنائيات الباعثة للضوء (LEDs). تتمتع مصابيح LED بعمر أطول بكثير من المصابيح المتوهجة المكافئة، وهي أكثر فعالية بكثير من معظم المصابيح الفلورية. حيث لا تعتمد مصابيح LED على بودرة النيون الفلورية والتي تحتوى على الزئبق كما في سابقتها المتوهجة ، مما يجعلها صديقة للبيئة لعدم احتوائها على أية مواد كيميائية.